# Efecte Rossiter-McLaughlin
L 'efecte Rossiter-Mc Laughlin és un efecte espectroscòpic que afecta l'amplada de les línies de l'estrella principal. Aquest efecte es basa en l'obstrucció de part de l'estrella.
Quan el planeta està enfront de la part de l'estrella que gira acostant-se cap a la terra, bloqueja part de la llum que es veu correguda cap al blau. Més tard, quan el planeta passa davant de la regió de l'estrella que s'allunya de nosaltres bloqueja part de la llum correguda al vermell per efecte Doppler.

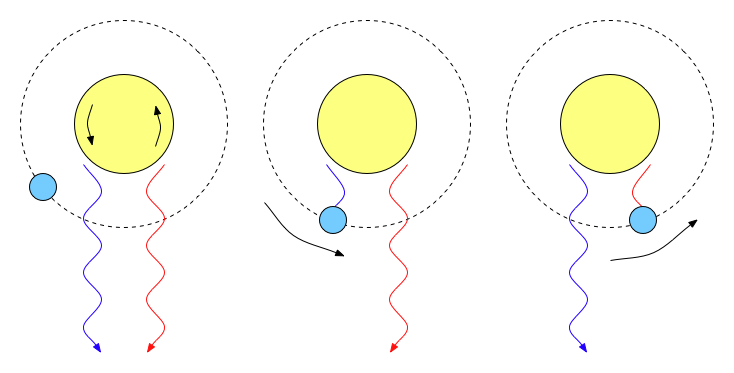
Imatge il·lustrant l'efecte. L'observador està situat a la banda de baix. La llum provinent de la part esquerra està desplaçada al blau. En passar el planeta va bloquejant part de l'emissió de cada part.